# Cologania hirta
Cologania hirta là một loài thực vật có hoa trong họ Đậu. Loài này được (M.Martens & Galeotti) Rose miêu tả khoa học đầu tiên.